# Bärby
Bärby is een plaats in de gemeente Uppsala in het landschap Uppland en de provincie Uppsala län in Zweden. De plaats heeft 215 inwoners (2005) en een oppervlakte van 23 hectare.